# Steven E. Jones
Pour les articles homonymes, voir Steven Jones et Jones.
Steven E. Jones est un physicien américain mormon né le 25 mars 1949 dans l'Idaho. Ses travaux de recherche ont porté essentiellement sur la fusion catalysée par muons. 

## Biographie
À l'automne 2006, il a été relevé de ses fonctions d'enseignement au sein de l'université Brigham Young. Le 20 octobre de la même année il a annoncé sa retraite. Il soutient la théorie selon laquelle le complexe du World Trade Center a été détruit à l'explosif lors des attentats du 11 septembre 2001,, hypothèse reprise dans les théories du complot. Il fait partie du mouvement Scholars for 9/11 Truth & Justice.

## Travaux
Steven E. Jones a tenté de reproduire la fusion froide de Fleischmann et Pons et a déclaré : « Les résultats suggèrent qu’on ne peut pas exclure un phénomène de fusion, bien qu’il soit peu susceptible d’être exploitable pour la production d’énergie. » Ceci lui a valu la colère de fusionnistes-froids, et le mépris d'antifusionnistes.